# 有机钾化学
有机钾化学是研究碳-钾键的化合物的化学分支。有机钾化合物非常活泼，C-K键有高度的离子性。
有机钾化合物可以由金属钾和卤代烃直接反应得到，一般选用氯代烃：
RX + 2 K → RK + KX（R＝n-C5H11, Ph, Ph3C, CH2=CH等）
但这种制法容易发送Wurtz偶联反应而形成R-R。
利用钾和R2Hg反应能得到RK和钾汞齐。烃基钾还可以由钾和烃类直接反应得到：
2 RH + 2 M → 2 RM + H2
三苯甲烷和金属钾在液氨中很容易发生反应，但无溶剂直接反应时，则要加热至200℃以上，并且存在副反应。钾和甲苯在氧化钠的存在下，加热至110℃，可以得到Ph-CH2K。
钾和稠环芳烃等可以发送加成反应，如钾在乙二醇二甲醚中和萘或蒽反应，可以得到具有导电性的暗绿色溶液：
C10H8 + K → KC10H8
KC10H8 + K → K2C10H8
C14H10 + K → KC14H10
KC14H10 + K → K2C14H10

钾和芳香醚或苄醚反应，可以将碳氧键断裂，如：
PhOMe + 2 K → PhK + MeOK
钾和脂肪醚的反应要较为困难，一般需要在200℃以上。
有机钾化合物的化学性质和有机钠化合物较为相似，但也有不同之处。如偶氮苯和苯基钾反应，可以得到三苯基联氨钾（Ph2N-NKPh），而如果换做苯基钠或苯基锂，则更倾向于生成氢化偶氮苯（PhNH-NHPh）。